# Frampol (stad)
Frampol is een stad in het Poolse woiwodschap Lublin, gelegen in de powiat Biłgorajski. De oppervlakte bedraagt 4,67 km², het inwonertal 1440 (2005).